# Aeroportul Boca Raton
Aeroportul Boca Raton (IATA: BCT, ICAO: KBCT, FAA LID: BCT) este un aeroport din Florida, Statele Unite ale Americii ce deservește zona Miami metropolitan area⁠(d). Aeroportul a fost tranzitat în 2019 de 1.658 de pasageri.
Situat la o altitudine de 4 m, aeroportul dispune de 1 pistă.

## Infrastructură

### Piste
Aeroportul dispune de o singură pistă. Pista 05/23 are suprafața de asfalt și dimensiunile 6.276 picioare × 150 picioare. 